# Giganotosaurus
Giganotosaurus (/ˌdʒaɪɡəˌnoʊtəˈsɔːrəs/ JY-gə-NOH-tə-SOR-əs hay GIG-ə-NOT-o-SAW-rus, nghĩa là "thằn lằn khổng lồ phương nam") là một chi khủng long theropoda thuộc họ Carcharodontosauridae sống 97 triệu năm trước, vào đầu thời kỳ Cenomania vào cuối kỷ Creta. Là một trong những chi khủng long ăn thịt lớn nhất, nó lớn hơn Tyrannosaurus rex nhưng nhỏ hơn Spinosaurus. Hoá thạch của loài khủng long này chỉ được tìm thấy ở Argentina.

## Phát hiện và các loài
Hóa thạch Giganotosaurus hoàn chỉnh được Rubén Dario Carolini tìm thấy, một thợ săn hóa thạch nghiệp dư, ngày 25 tháng 7 năm 1993, phát hiện một bộ xương ở một mỏ đá tại Patagonia (miền nam Argentina), nơi ngày nay được gọi là thành hệ Candeleros. Phát hiện được báo cáo khoa học năm 1994. Mô tả ban đầu được Rodolfo Coria và Leonardo Salgado công bố cho tạp chí Nature tháng 9 năm 1995. Loài điển hình là Giganotosaurus carolinii. Tên chi nghĩa là "thằn lằn khổng lồ phương nam", xuất phát từ tiếng Hy Lạp cổ đại gigas/γίγας nghĩa là "khổng lồ", notos/νότος nghĩa là "phía/phương nam" và -sauros/-σαύρος nghĩa là "thằn lằn". Tên loài (carolinii) được đặt để vinh danh Carolin.
Khủng long Giganotosaurus lợi dụng thân hình khổng lồ của mình để cướp con mồi mà những kẻ săn mồi khác đã bắt được.